# Anlauttabelle
Eine Anlauttabelle ist eine Buchstaben-Tabelle mit Bildern zum Schreiben- und Lesen-Lernen (Schriftspracherwerb). 

## Anlaut-Tabelle

### Beschreibung
In einer Anlaut-Tabelle werden möglichst alle typischen (bedeutungsunterscheidenden) Laute (Phoneme) einer Sprache schriftlich (also mit Hilfe der den Lauten zugeordneten Buchstaben/Grapheme) zusammen mit einem Anlaut-Bild aufgeführt. Neben jedem Laut ist mindestens ein Objekt abgebildet, dessen Name mit diesem Laut beginnt. Gibt es für einen Buchstaben mehrere Möglichkeiten der Aussprache, so werden in der Regel beide Möglichkeiten durch zwei unterschiedliche Bilder dargestellt, zum Beispiel ein „Ente-Bild“ neben dem Schriftzeichen „E“ für das kurz ausgesprochene [⁠ɛ⁠], ein „Esel-Bild“ für das lang ausgesprochene [eː]. Der Schüler kann sich mit Hilfe einer Anlaut-Tabelle das Schriftbild eines Wortes Laut für Laut zusammensetzen. Im Umgang mit der Anlauttabelle erfahren die Kinder, wie Sprache verschriftet wird. Sie lernen die Laut-Buchstaben-Zuordnung, die Zerlegung eines Wortes in seine Lautbestandteile und die lauttreue Verschriftung. Beim Schreiben mit der Anlauttabelle verbinden die Abc-Schützen das Hören von Lauten mit der Veranschaulichung von Zeichen (Graphemen). Die Kinder experimentieren mit Buchstaben und Lauten und erschließen sich so die Schrift und letztlich auch das Schreiben und Lesen. Das Wissen über die lautliche Struktur der Sprache, das heißt die Fähigkeit, Anlaute, Inlaute, Auslaute zu erkennen, aus Lauten ein Wort zu bilden (Wort-Synthese) oder ein Wort in seine Laute zu zerlegen (Wort-Analyse), fördert bei Kindern Sprach- und Phonologische Bewusstheit.
Als zentrales Arbeitsmittel findet die Anlauttabelle Verwendung in der Lernmethode „Lesen durch Schreiben“ (entwickelt vom Pädagogen Jürgen Reichen). Die Kinder schreiben dabei mit Hilfe der Anlauttabelle von Anfang an eigene Wörter und sollen so mit der Zeit auch das Lesen lernen.
Die Verwendung im Grundschulunterricht wird von einzelnen Autoren kritisch gesehen.

### Geschichte
Bereits 1533 veröffentlichte der Mainzer Verleger Peter Jordan eine Anlauttabelle.

### Beispiel: Orbis sensualium pictus
Im Jahr 1658 fügte Johann Amos Comenius seinem Orbis sensualium pictus eine Anlauttabelle bei. Jedem Buchstaben ist darin das Bild eines Tieres zugeordnet, das den entsprechenden Laut von sich gibt. Dadurch machte er die Tabelle international einsetzbar.
| Orbis pictus: Alphabet (A bis M) | Orbis pictus: Alphabet (N bis Z) |
| --- | --- |
| Orbis pictus: Alphabet (A bis M) | Orbis pictus: Alphabet (N bis Z) |
| - Aa Cornix cornicatur á á die Krähe krechzet. - Bb Agnus balat. bé é é das Schaf blöket. - Cc Cicáda stridet. ci ci der Heuschreck zitzschert. - Dd Upupa, dicit dú du der Widhopf/ ruft - Ee Infans éjulat. é é é das Kind weinert. - Ff Ventus flat. fi fi der Wind wehet. - Gg Anser gingrit. ga ga die Gans gackert. - Hh Os halat. háh háh der Mund hauchet. - Ii Mus mintrit. í í í die Maus pfipfert. - Kk Anas tetrinnit. kha kha die Ente schnackert. - Ll Lupus úlulat. lu ulu der Wolff heulet. - Mm Ursus múrmurat. mum mum der Beer brummet. | - Nn Felis, clamat nau nau die Katz mautzet. - Oo Auríga, clamat ó ó ó der Fuhrmann/ rufft - Pp Pullus pipit. pi pi das Küchlein pipet. - Qq Cúculus cúculat. kuk ku der Kuckuck kucket. - Rr Canis ríngitur. err der Hund marret. - Ss Serpens fíbilat. si die Schlange zischet. - Tt Graculus, clamat tae tae der Heher/ schreyet - Uu Bubo ululat. ú ú die Eule uhuhet. - Ww Lepus vagit. vá der Hase quäcket. - Xx Rana coaxat. coáx der Frosch quacket. - Yy Asinus rudit. y y y der Esel ygaet. - Zz Tabanus, dicit ds ds die Breme summet. |

### Beispiel: Neuere Anlauttabelle
Für den Schriftspracherwerb an Vor- und Grundschulen sind Anlauttabellen wie die folgende im Gebrauch:

## Anlaut-Tastatur

Anlaut-Tastatur Gio-Key-Board

Mittlerweile gibt es für Kinder „sprechende“, multimediale Textverarbeitungsprogramme mit integrierter „Anlauttabellen-Tastatur“ für die Texteingabe. Auch auf den Tasten von Lern-Computern für Kinder sind oftmals Anlautbilder zu finden. Daneben gibt es bebilderte PC-Standardtastaturen, bei denen auf jeder Buchstabentaste Piktogramme abgebildet sind, die den Anlaut repräsentieren. Mit Hilfe von Abziehbildern oder Aufklebern lässt sich aus jeder normalen Computertastatur eine Anlauttastatur herstellen.

## Anlaut-Beispiele
| Anlaute  | Häufig verwendete Anlaut-Wörter bzw. Anlaut-Bilder in Anlauttabellen                                 |
| -------- | --- |
| A        | Affe, Ameise, Ampel, Apfel, Apfelsine, Arzt, Ast                                                     |
| B        | Bagger, Bahnhof, Ball, Banane, Bank, Baum, Bär, Biene, Blume, Buch                                   |
| C        | Circus, Clown, Computer                                                                              |
| D        | Dach, Dackel, Delphin, Dino, Domino, Dose, Drachen                                                   |
| E        | Elefant, Ente, Esel                                                                                  |
| F        | Fahrrad, Fahne, Fass, Feder, Fenster, Ferkel, Fisch, Fuchs                                           |
| G        | Gabel, Geige, Giraffe, Gitarre, Glas, Gras                                                           |
| H        | Hahn, Hand, Hase, Haus, Hemd, Hexe, Honig, Huhn, Hund, Hut                                           |
| I        | Igel, Indianer, Insel                                                                                |
| J        | Jacke, Jäger, Jaguar, Jo-Jo, Junge                                                                   |
| K        | Käfer, Kamel, Känguru, Katze, Kerze, Kirsche, Knopf, Koch, König, Kuchen, Kuh, Krankenhaus, Krokodil |
| L        | Lama, Lampe, Lehrer, Leiter, Libelle, Licht, Lineal, Löffel, Löwe, Lupe                              |
| M        | Maus, Messer, Micky-Maus, Mond, Muschel, Mütze                                                       |
| N        | Nadel, Nase, Nashorn, Nest, Netz, Nuss, Nutella                                                      |
| O        | Obst, Ofen, Oma, Omnibus, Opa, Ordner, Osterhase                                                     |
| P        | Paket, Palme, Papagei, Pilz, Pinguin, Pinsel, Post, Pulli                                            |
| Q        | Qualle, Quelle                                                                                       |
| R        | Rad, Radio, Rakete, Regenschirm, Reh, Ritter, Roller, Rose                                           |
| S        | Säge, See, Sofa, Sonne                                                                               |
| T        | Tasse, Telefon, Tiger, Tisch, Topf, Traktor, Turm                                                    |
| U        | Ufo, Uhr, Uhu, Unfall, Unterhemd, Unterhose                                                          |
| V        | Vase, Verband, Vogel                                                                                 |
| W        | Wal, Wald, Wasser, Wolke, Werkstatt, Würfel, Wurm                                                    |
| X        | Xaver, Xylophon                                                                                      |
| Y        | Yacht, Yak, Yeti, Yo-Yo, Ypsilon                                                                     |
| Z        | Zange, Zaun, Zebra, Zelt, Ziege, Zitrone, Zoo, Zug                                                   |
| Ä        | Ähre, Äpfel, Ärmel                                                                                   |
| Ö        | Öfen, Öl, Ölsardine                                                                                  |
| Ü        | Überholverbot, Überraschungsei                                                                       |
| AU       | Auge, Auto                                                                                           |
| CH       | Chinese, Chinesisch, Christbaum                                                                      |
| EI       | Ei, Eichhörnchen, Eidechse, Eis, Eisberg                                                             |
| EU       | Eule, Euro                                                                                           |
| PF       | Pfanne, Pfau, Pferd, Pfeil                                                                           |
| QU       | Qualle, Quelle, Qualm                                                                                |
| SCH      | Schaf, Schere, Schiff, Schuh                                                                         |
| SP       | Sparschwein, Speer, Spiegel, Spinne                                                                  |
| ST       | Star, Stein, Stern                                                                                   |
| Auslaute | Häufig verwendete Auslaut-Wörter bzw. Auslaut-Bilder in Anlauttabellen                               |
| …ch      | Buch                                                                                                 |
| …er      | Leiter                                                                                               |
| …ng      | Ring                                                                                                 |
| …ß       | Fuß                                                                                                  |
| …ie      | Knie                                                                                                 |
| Inlaute  | Häufig verwendete Inlaut-Wörter bzw. Inlaut-Bilder in Anlauttabellen                                 |
| …ie…     | Biene                                                                                                |